# Eduardo Prieto Iglesias
Eduardo Prieto Iglesias (Pamplona, Navarra 17 de juny de 1981), és un àrbitre de futbol de la Primera divisió espanyola de futbol. Pertany al Comitè d'Àrbitres de Navarra.
Va dirigir el partit d'anada de la promoció d'ascens a Primera Divisió de 2012 entre el Còrdova Club de Futbol i el Real Valladolid Club de Futbol (0-0) i el partit d'anada de la promoció d'ascens a Primera Divisió de 2013 entre la Unió Esportiva Las Palmas i la Unió Esportiva Almeria (1-1).
Després de tres temporades a Segona Divisió, on hi va dirigir 69 partits, aconseguí l'ascens a Primera Divisió d'Espanya juntament amb el col·legiat valencià Juan Martínez Munuera.